# Бассейн с шариками

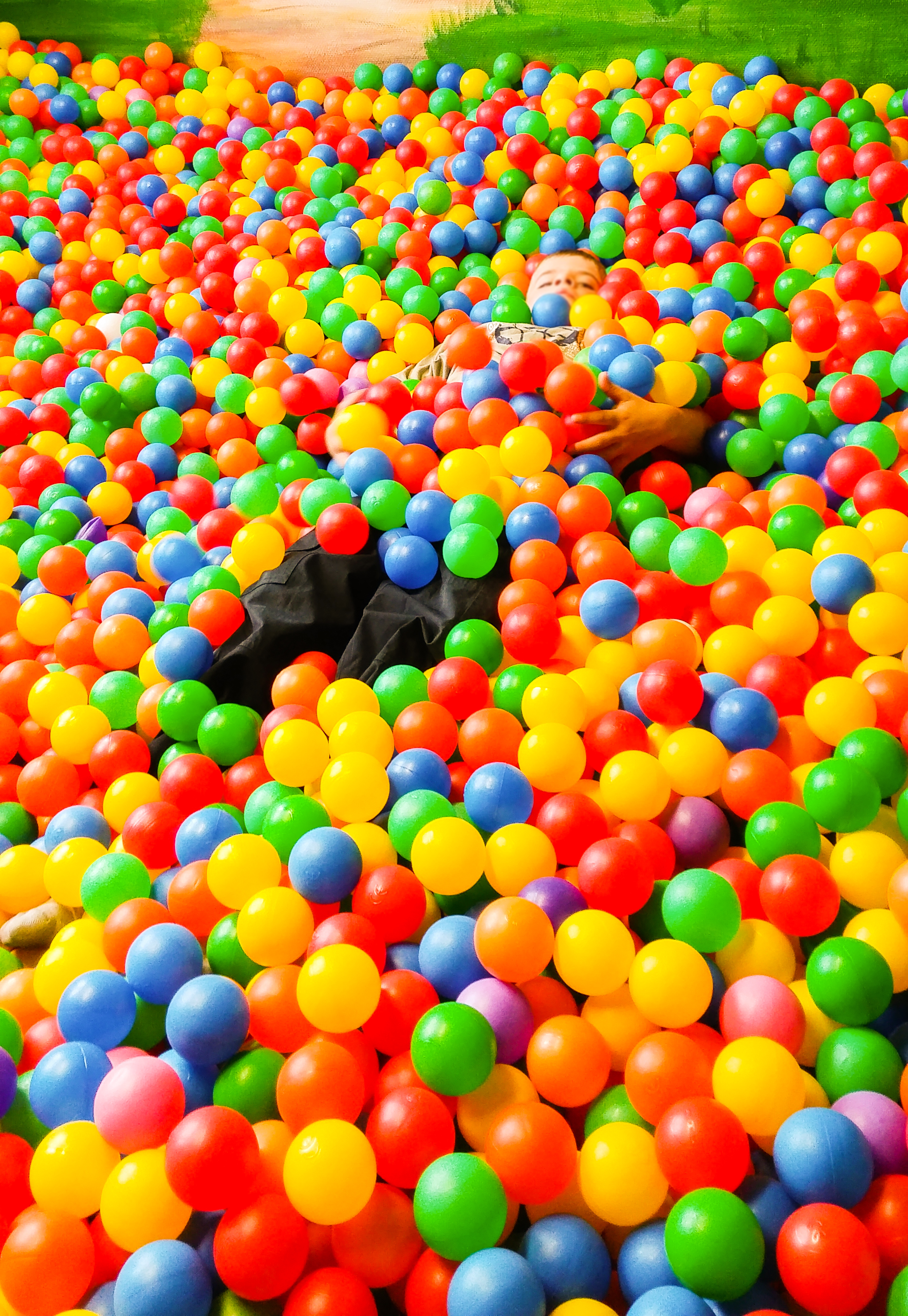
Дети в израильском бассейне с шариками

Бассейн с шариками (также, например, сухой бассейн, яма с мячами) — специализированная конструкция для детских игр и в некоторых случаях для детской трудотерапии, представляющая собой сухой бассейн, заполненный пластиковыми шариками. Такие конструкции обычно устанавливаются в местах большого скопления людей — например, в крупных торговых центрах или больших ресторанах, — чтобы увлечь детей, пока их родители совершают покупки или занимаются другими делами. Активность в таком бассейне может включать как игры собственно с шариками, так и, например, прыжки и скатывание в него по горке.
Глубина бассейна с шариками составляет, как правило, от трети до половины метра, длина и ширина могут составлять от полуметра до несколько метров, хотя бывают и намного более крупные бассейны. Диаметр шариков составляет обычно 7-8 см, их число в одном бассейне варьируется от одной до нескольких тысяч.
Стенки бассейна с шариками обычно обиты тонким слоем мягких материалов, окрашенных в разные цвета. Каждый шарик в бассейне, как правило, конкретного цвета, но самих цветов практически всегда два и больше — часто до шести или семи, нередко они соответствуют цветам радуги. Шарики обычно полые, сделанные из тонкого и лёгкого пластика, чтобы уменьшить вероятность удушения глубоко забравшихся в шарики детей.
Известны случаи, когда бассейны с шариками используются в качестве элементов трудотерапии для детей с расстройствами аутистического спектра. Считается, что игры в таких бассейнах помогают улучшить их сенсорную интеграцию, осязание и настроение.
Первый в мире бассейн с шариками был установлен в 1976 году в океанариуме Sea World в Сан-Диего, США. Автором его проекта был Эрик МакМиллан.
В Австралии для подобных бассейнов существуют специальные правила по безопасной эксплуатации. Бассейны с шариками подвергаются критике со стороны некоторых медиков, считающих их опасными из-за риска гибели детей посредством удушения, передачи бактерий через шарики, повышенную травмоопасность и так далее.
В США бассейны с шариками являются объектами нескольких «страшных» городских легенд, согласно которым в них якобы встречаются ядовитые змеи или отравленные медицинские иглы, однако в реальности подобные случаи не фиксировались.